# Орлов, Виктор Николаевич (зоолог)
Виктор Николаевич Орлов (род. 14 сентября 1937) — териолог, цитогенетик, систематик, автор ряда таксонов млекопитающих.

## Биография
Родился в городе Клинцы Брянской области. В 1959 году окончил кафедру зоологии позвоночных Биолого-почвенного факультета МГУ. В 1959—1972 работал на биофаке МГУ. Кандидатскую работу по краниологии кулана защитил под руководством В. Г. Гептнера. С 1972 года в ИЭМЭЖ им. А. Н. Северцова АН СССР (позднее ИПЭЭ РАН). В 1975 году защитил диссертацию на соискание степени Доктора биологических наук по теме «Проблемы кариосистематики млекопитающих». Многолетний участник Комплексной Советско-Монгольской биологической экспедиции, многократно руководил териологическим отрядом, огромные сборы млекопитающих и пресмыкающихся хранятся в Зоологическом музее МГУ. Работал и собирал материал в Эфиопии и Вьетнаме. Заведовал лабораторией в ИПЭЭ.
Лауреат Государственной премии СССР за 1990 год в области естественных наук за комплексное исследование млекопитающих (систематика, экология, охрана) (совместно с В. Е. Соколовым, В. Н. Большаковым, И. А. Шиловым, Н. Н. Воронцовым, И. М. Громовым и Л. С. Лавровым). К 2014 году Главный научный сотрудник лаборатории микроэволюции млекопитающих ИПЭЭ. Вице-президент Териологического общества при РАН. Член экспертного совета Высшей аттестационной комиссии по биологическим наукам (2006).

## Таксоны, описанные В. Н. Орловым
- Microtus subarvalis Meyer, Orlov & Skholl, 1972, вид-двойник обыкновенной полёвки позднее название сведено в синонимы Microtus levis Miller, 1908, но это первая работа, где была показана видовая обособленность от Microtus arvalis.
- Муйская полёвка (Microtus mujanensis) Orlov & Kovalskaya, 1978
- Забайкальский хомячок (Cricetulus pseudogriseus Orlov & Iskhakova, 1975)
- Хомячок Соколова (Cricetulus sokolovi  Orlov & Malygin, 1988)
- Гобийский бурый медведь (Ursus arctos gobiensis Sokolov et Orlov, 1992)

## Монографии
- Орлов В. Н. Кариосистематика млекопитающих: Цитогенетические методы в систематике млекопитающих / АН СССР. Ин-т эволюц. морфологии и экологии животных им. А. Н. Северцова. — Москва: Наука, 1974. — 207 с.
- В. Е. Соколов, В. Н. Орлов. Определитель млекопитающих Монгольской Народной Республики ― Москва: Наука, 1980.
- В. Н. Орлов, Н. Ш. Булатова. Сравнительная цитогенетика и кариосистематика млекопитающих; АН СССР, Ин-т эволюц. морфологии и экологии животных им. А. Н. Северцова. — М.: Наука, 1983. — 405 с.